# Рейнгард, Вильгельм
Вильгельм Рейнгард (нем. Wilhelm Reinhard; 18 марта 1869, Гросс Лутау (ныне Лютов, Куявско-Поморское воеводство, Польша) — 18 января 1955, Дортмунд, ФРГ) — высокопоставленный офицер СС времён Третьего рейха, обергруппенфюрер СС (1941) и Генерал инфантерии.

## Биография
Окончил кадетский корпус и военную школу в Меце. Кадровый офицер. Начал службу прапорщиком в прусской армии в 1888 году в пехотном полку «Герцог Фридрих Вильгельм фон Брауншвейг». Лейтенант с 1889 года. Обер-лейтенант (1890). В 1911 году — майор.
Участник Первой мировой войны в составе 3-й гвардейской дивизии. В 1914 году принимал участие в осаде крепости Намюр. Позже был переведен со своим полком на Восточный фронт. Участник Мазурского сражения (1914) и Лодзинской операции.
В 1915 года Рейнгард командовал гвардейским гренадерским 5-м полком, впоследствии был назначен командиром 4-го гвардейского пехотного полка. Позже переведен на Западный фронт, где сражался в битве при Артуа (1915).
Оберст-лейтенант с 1916 г. В 1918 году стал оберстом.
В январе 1919 года участвовал в подавлении восстания спартакистов. Продолжил службу в рейхсвере на посту командира Берлинской 15-й пехотной бригады.
Член НСДАП с октября 1927 года. В сентябре 1935 года вступил в СС.
С 1934 года — президент Союза бывших солдат. С 1936 до весны 1945 года — член рейхстага Третьего Рейха. С 1938 г. входил в число командного состава СС специального назначения. Тогда же избран председателем национал-социалистического союза бывших военнослужащих Германии.
В ноябре 1941 г. получил звание обергруппенфюрера СС. 3 января 1942 г. — Генерал инфантерии. С ноября 1944 г. работал в штабе командования СС специального назначения.
После окончания войны сдался западным союзникам и несколько месяцев находился в лагере для интернированных.

## Награды
- Орден Красного орла 4-го класса (Королевство Пруссия)
- Железный крест 2-го класса (14 сентября 1914) (Королевство Пруссия)
- Железный крест 1-го класса (24 декабря 1914)
- Королевский орден Дома Гогенцоллернов рыцарский крест с мечами (Королевство Пруссия)
- Орден «Pour le Mérite» с дубовыми листьями (Королевство Пруссия)
  - орден (27 августа 1917)
  - дубовые листья (1 октября 1918)
- Крест «За выслугу лет»[нем.] (за 25 лет беспорочной службы) (Королевство Пруссия)
- Почётный крест Первой мировой войны 1914/1918 с мечами
- Крест «За военные заслуги» 2-го класса
- Крест «За военные заслуги» 1-го класса (30 марта 1942)
- Медаль «За выслугу лет в НСДАП» 2 степени
- Йольский светильник СС (16 декабря 1935)
- Кольцо «Мёртвая голова» (8 октября 1937)
- Почетный кинжал СС
- Почетная шпага рейхсфюрера СС (18 марта 1939)
- Золотой партийный знак НСДАП
- Орден Священного сокровища 5-го класса (Японская империя)